# Schizophyllum commune
Espèce
Synonymes
- Agaricus alneus L., (1755)
- Agaricus alneus Reichard, (1780)
- Agaricus multifidus Batsch, (1786)
- Apus alneus (L.) Gray, (1821)
- Merulius alneus (L.) J.F. Gmel., (1792)
- Merulius alneus (Reichard) Schumach., (1803)
- Merulius communis (Fr.) Spirin & Zmitr., (2004)
- Schizophyllum alneum J. Schröt., (1889)
- Schizophyllum alneum (Reichard) Kuntze, (1898)
- Schizophyllum commune var. multifidum (Batsch) Cooke, (1892)
- Schizophyllum multifidum (Batsch) Fr., (1875)

Schizophyllum commune, appelé aussi Schizophylle commun, est une espèce de petits champignons blancs, au chapeau caractéristique, de la famille des Schizophyllacées dans l'ordre des Agaricales, que l'on trouve sur le bois mort. Cette espèce, ou complexe d'espèces, ubiquiste, responsable de la pourriture brune et agent pathogène, fait l'objet de nombreuses études scientifiques et applications biotechnologiques.

## Description
Le chapeau long de 1 à 4 cm, en éventail ou feuille lobée, souvent à marge découpée irrégulièrement, sessile ou avec un court pied, est blanc grisâtre avec un aspect givré, parfois avec nuances purpuracées. Ce chapeau feutré est parfois verdi par des algues unicellulaires microscopiques. Lorsqu'il pousse sous une branche (espèce épiphyte), il se développe radialement. Les lames sont inégales et peu serrées, ochracées, couleur chair ou lilas chez les spécimens jeunes ; chacune est composée de deux lames accolées, d'où le nom anglais de cette espèce Split Gill (« lames fendues »), et son nom scientifique, de schizo-, (du grec), « fendu » et  phýllon, « feuille ». Ces lames peuvent s'enrouler par temps sec, pour protéger ainsi l'hyménium de la dessiccation, ou s'ouvrir par temps humide pour favoriser la dispersion des spores. La sporée est crème à faiblement ochracée ; l'odeur est faible et la saveur douce,,.

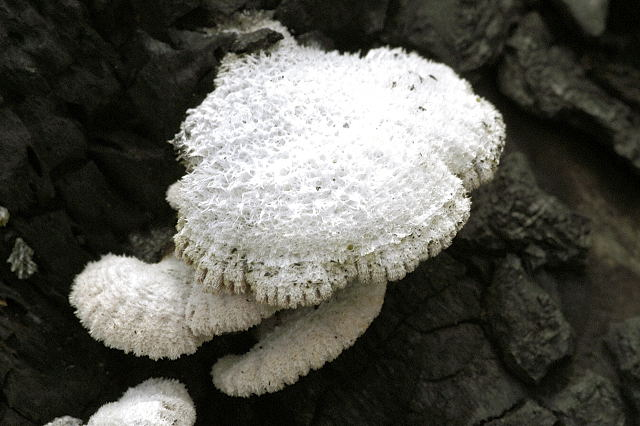
Macrophotographie du sporophore.
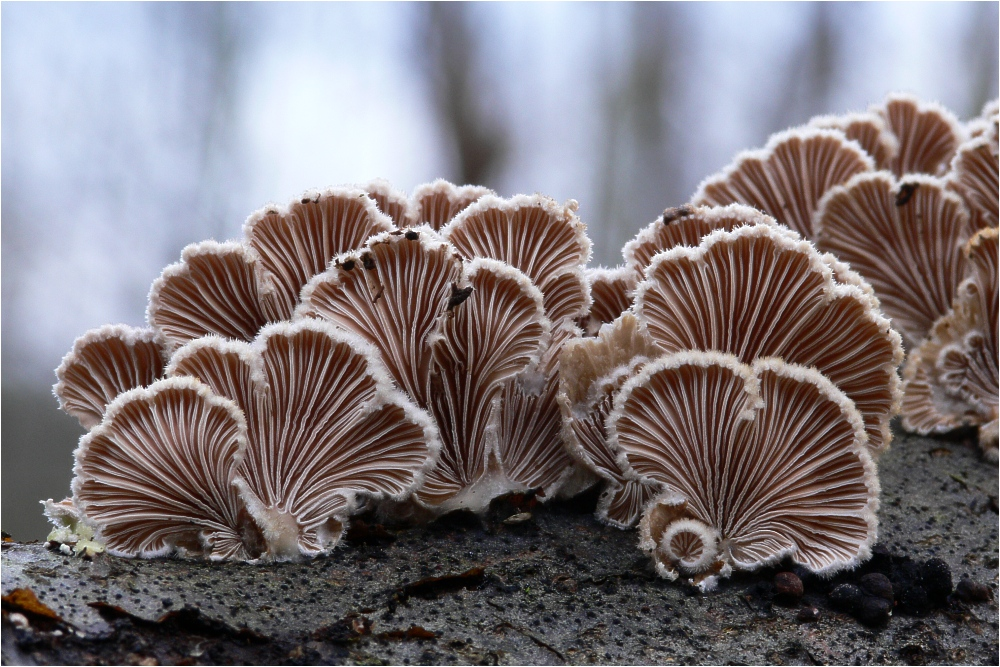
Schizophyllum commune, sporophore vu de dessous (lamelles).
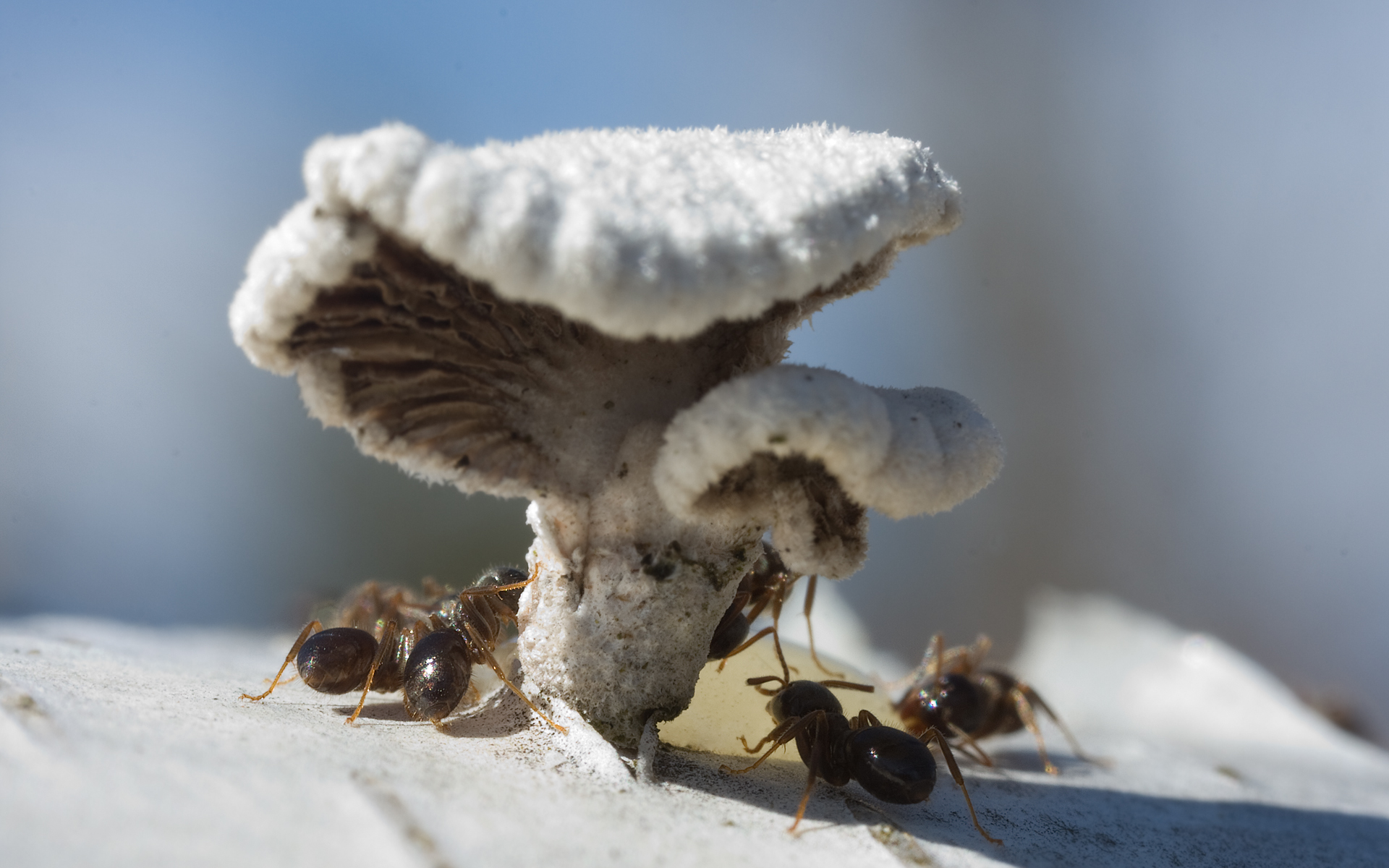
Les fourmis (ici Formica polyctena) et d'autres espèces d'insectes mycophages sont attirées par ce champignon.
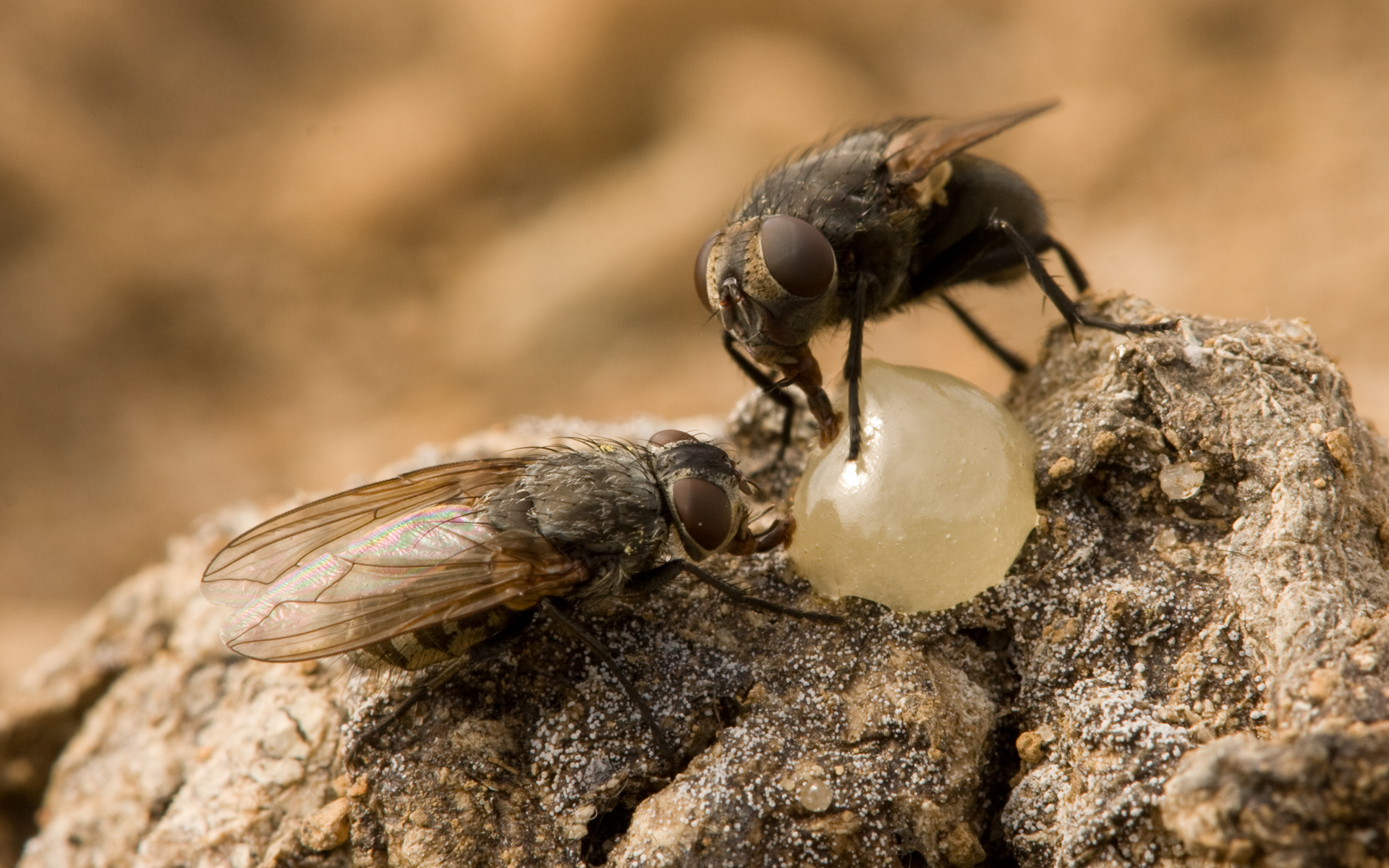
Deux mouches à viande (Pollenia rudis) sur un carpophore sénescent de Schizophyllum commune.
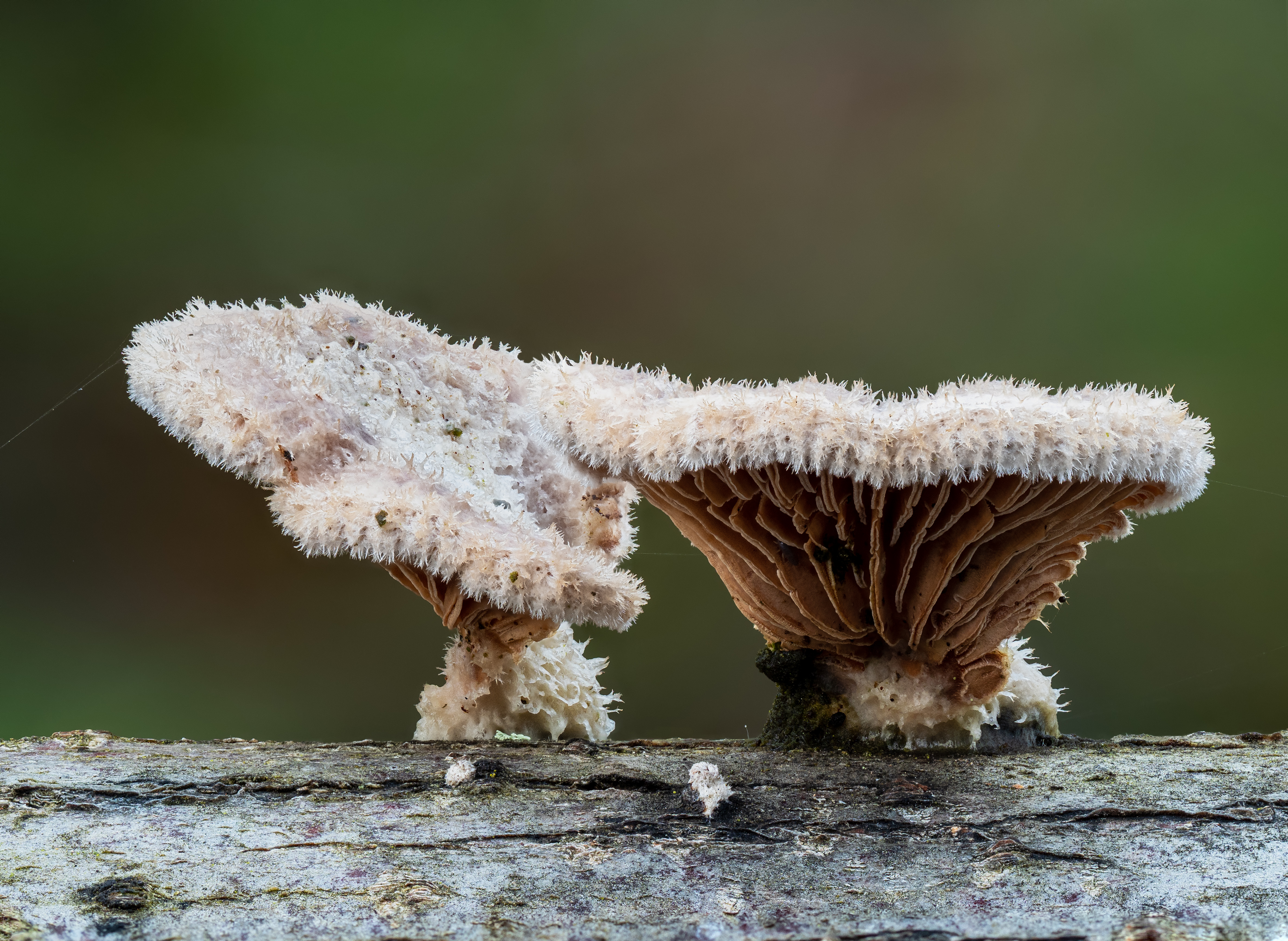
Schizophyllum commune vers Bamberg en Allemagne.

## Habitat et répartition
C'est une espèce très résistante adaptée à de nombreux habitats forestiers, de lisière ou de milieux ouverts. Il fait souvent partie des premiers champignons à coloniser un arbre affaibli ou mort, sur pied ou couché, ainsi que sur le bois coupé. Il pousse surtout sur le bois de feuillus, mais aussi de conifères.
Sans être rare, il semble en régression comme beaucoup des champignons inféodés au bois mort, probablement en raison des traitements fongicides et de la raréfaction des bois morts dans les forêts cultivées.
Schizophyllum commune serait  le champignon le plus largement distribué dans le monde : on l'a trouvé à peu près partout sauf en Antarctique.

## Écologie
On peut le rencontrer toute l'année, et il est reviviscent, c'est-à-dire que desséché, il reste vivant durant des décennies. Sa croissance particulière occasionne la formation des pseudolames. Agent de la pourriture brune sur bois de feuillus (plus rarement de conifères), il est saprophyte, et parasite lorsqu'il s'attache à des arbres vivants. Il est peu exigeant et il lui suffit d'un peu de glucose et de quelques sels minéraux. On le trouve sur plus de 350 espèces ligneuses (plus fréquemment sur l'érable, l'aulne, le hêtre ou le tilleul). Il s'observe également sur certains fruits ou sur les tiges de canne à sucre, où il occasionne des dégâts, et on a signalé des cas où il a été trouvé sur des os de baleine, des ongles, dans le nez, voire les poumons ou le cerveau. Il vaut donc mieux ne pas trop le respirer, surtout pour les personnes immunodéficientes, mais ces affections restent très rares,.

## Génétique et reproduction
Le génome de Schizophyllum commune a été séquencé en 2010.
Schizophyllum commune est isogame et ne se reproduit que sexuellement. Sa reproduction n'est possible qu'avec des partenaires génétiquement différents,,. En fait, il y a deux loci génétiques qui déterminent la compatibilité sexuelle, l'un de 288 allèles et l'autre de 81 allèles. On distingue donc 23 328 « sexes » différents (plus exactement 23 328 types de compatibilité sexuelle (en)[pas clair]), générés par les différentes mutations génétiques. Pour pouvoir se reproduire, deux partenaires doivent être différents sur les deux loci ; ainsi ce champignon a 22 960 chances sur 23 328 (soit 98,4 % de chances) de tomber sur un partenaire compatible. Les variations génétiques déterminant les sexes de l'espèce Schizophyllum commune s'expriment dans la production et la réception différenciées d'un individu à l'autre de phéromones sexuelles intervenant dans la communication intersexuelle. Les informations échangées par voie chimique, à l'aide de phéromones, permettent aux partenaires compatibles de se reconnaître.

## Comestibilité
Cette espèce à la chair élastique et résistante est comestible, mais généralement considérée comme sans intérêt. Elle est toutefois largement consommée au Mexique et dans le nord-est de l'Inde (Manipur et Mizoram), ainsi qu'au Pérou, dans le sud-est de l'Asie et en Afrique. En Indonésie, en Malaisie et à Hong Kong, les indigènes la mâchent comme du chewing-gum.

## Biotechnologie
Schizophyllum commune est utilisé pour produire de l'éthanol et certains de ses métabolites montrent des propriétés anticancéreuses et antibiotiques.
L'hydrophobine (en) a été initialement isolée chez Schizophyllum commune. Il s'agit d'une protéine qui rend le chapeau du champignon imperméable à l'eau.

## Agent pathogène
Chez l'humain et d'autres mammifères, les spores de Schizophyllum commune ont la possibilité de germer dans ou sur différents organes et d'être à l'origine d'infections du système respiratoire (graves œdèmes, notamment chez les personnes immunodéficientes), mais aussi des yeux, de la bouche, et d'onychomycoses. Ce champignon serait le premier cas de basidiomycose (mycose de « champignon à chapeau ») rapporté dans la littérature médicale lorsque cette espèce est isolée en 1950 dans une onychomycose (patient avec des lésions nécrotiques en surface d'ongles d'orteils infectés par des hyphes fongiques). De rares cas de maladies broncho-pulmonaires, de kératites, de méningites et d'abcès cérébraux et des cas un peu plus fréquents de sinusites chroniques chez des personnes immunodéprimées, ou immunocompétentes en situation de surexposition importante et atteintes de comorbidités prédisposant à l'infection, qui ont inhalé des spores de ce champignon, sont rapportés. « Les mycologues amateurs qui cueillent et identifient des champignons potentiellement pathogènes, en particulier le S. commune, mais aussi d’autres basidiomycètes reconnus comme tel, comme Ustilago maydis (= Ustilago zeae), Coprinellus cinereus ou Coprinellus micaceus, devraient peut-être agir avec précaution lorsqu’ils les manipulent. Il serait prudent d’éviter de les sentir de trop près, surtout au niveau de l’hyménium, et de le faire le moins souvent possible, pour éviter une situation de surexposition aux spores ».

## Systématique et taxonomie
Schizophyllum commune est considéré comme une espèce ou comme un complexe d'espèces.
Selon GBIF
l'espèce Schizophyllum commune regroupe deux formes :
- Schizophyllum commune f. commune,
- Schizophyllum commune f. stipitatum

ainsi que sept variétés :
- Schizophyllum commune var. commune
- Schizophyllum commune var. longi
- Schizophyllum commune var. multifidum
- Schizophyllum commune var. palmatum
- Schizophyllum commune var. phallicium
- Schizophyllum commune var. deusvultum
- Schizophyllum commune var. yeetum